# Asociación para la Enseñanza de la Mujer

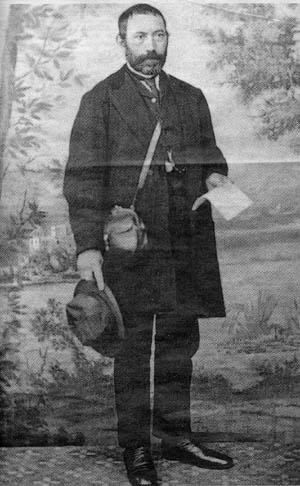
Fernando de Castro y Pajares. Fundador de la Asociación para la Enseñanza de la Mujer.

La Asociación para la Enseñanza de la Mujer fue un proyecto educativo español creado en 1870 por el pedagogo e intelectual Fernando de Castro y Pajares con la misión de ofrecer a las mujeres españolas de clase media la oportunidad de tener acceso a una enseñanza académica y científica eficaz, de la cual habían carecido hasta ese momento. Esta asociación agrupó en su seno a diversas escuelas para mujeres, las cuales tuvieron un papel fundamental en el progreso y promoción social de la mujer en España, y de manera específica, en la mejora de su educación y formación laboral.

## Contexto histórico
Uno de los factores decisivos que propició la creación de la Asociación para la Enseñanza de la Mujer fue el propio contexto histórico, que ayudó a generar una opinión favorable en torno a la idea de que las mujeres recibieran una educación formal adecuada.
Hasta finales del siglo XIX, había imperado en España la idea de que la educación de las niñas debía restringirse al ámbito de lo privado, hecho que solo estaba al alcance de las mujeres aristócratas y de la alta burguesía, pues solo ellas podían permitirse pagar para recibir una instrucción. Además, si bien existía la posibilidad de asistir a algún colegio prestigioso, esta educación quedaba limitada casi de forma exclusiva a la esfera del hogar, y generalmente finalizaba cuando la mujer cumplía los quince años, momento en el que ya debía estar lista para contraer matrimonio. El tipo de instrucción que estas mujeres recibían consistía, por tanto, en prepararse para llevar a cabo de forma modélica las labores domésticas y desempeñar el papel de esposa ejemplar en su matrimonio:

[...] estas mujeres con frecuencia se instruyen en sus casas mientras esperan matrimonio adecuado a su condición. Aprenden a leer, escribir, cocinar bien o mal y trabajos propios de su sexo: costura y bordado. Si la educación quiere ser esmerada se completa con un poco de geografía, historia, música y, en algunos casos, dibujo y francés. Pero todo ello sin regularidad y en la idea de que nunca les servirá.

Las mujeres de clase media, sin embargo, no tenían los medios económicos para poder permitirse pagar a una institutriz o para asistir a un colegio privado y prestigioso. Por otro lado, no se veía socialmente bien que estas mujeres asistieran a los colegios públicos, los cuales habían sido creados para alfabetizar a las clases populares, con las que no querían relacionarse. De modo que la opción que les quedaba era la de asistir a un colegio religioso, un tipo de colegio que comienza a proliferar en la segunda mitad del siglo XIX.
Las mujeres de clase popular, por su parte, pudieron empezar a asistir a los colegios públicos que se crearon a partir de 1857, hecho que fue posible tras la aprobación de la ley Moyano, la cual establecía la obligatoriedad de escolarizar a las niñas de 6 a 9 años. La instrucción que allí recibían se limitaba básicamente a aprender a leer, escribir, contar, aprender las labores domésticas, y a asimilar la doctrina cristiana.
El escaso desarrollo industrial y agrario que caracterizó al país hasta finales del siglo XIX, no ayudó a crear la necesidad de que la mujer recibiera una instrucción formal y completa. Así, en 1870, el nivel de alfabetismo en las mujeres españolas era del 12 %, frente al 68 % de los hombres. A ello había que sumar el predominio de unas costumbres y formas de pensar tradicionalistas y conservadoras, transmitidas de madres a hijas, que alejaban aún más a las mujeres del acceso a la educación.
Por tanto, quedaba estancado por el momento cualquier atisbo de cambio que posibilitara a las mujeres el aprendizaje de conocimientos académicos y científicos que les ayudaran a progresar socialmente. No sería hasta las últimas décadas del siglo XIX cuando este panorama comenzaría a cambiar progresivamente.

## Primeros pasos para la creación de la asociación
Un hecho histórico que propició el inicio de un cambio en la valoración de la educación de la mujer, fue la Revolución de 1868, con la que se dio paso al Sexenio democrático (1868-1874), periodo durante el cual se defendieron los principios básicos de la política liberal-democrática y se impulsaron medidas para la educación de las mujeres. Una de estas primeras medidas fue la proclamación por decreto de la libertad de enseñanza en 1868. Esta nueva apertura impulsó la labor de profesores e intelectuales que, influidos por la doctrina del krausismo, intentaron promover una sociedad más educada y moderna, y así lograr su deseo de que España se igualara a los países europeos más desarrollados del momento.
Uno de estos intelectuales fue Fernando de Castro y Pajares (1814-1874), quien mostró un gran interés en que las mujeres pudiesen recibir una enseñanza amplia y formal. Durante el tiempo que ocupó el cargo de rector de la Universidad Central de Madrid (1868-1870) llevó a cabo importantes iniciativas para promover la enseñanza femenina, creando diversas instituciones que serían clave para el acceso de la mujer a la educación y a la cultura. En su discurso de apertura de los estudios de la Universidad Central pronunciado en 1868 declaraba que era necesario:

[...] fomentar la creación de asociaciones que funden la enseñanza en las clases obreras, y la propaguen hasta en las más retiradas aldeas; abrir cursos especiales destinados a completar la educación de la mujer; procurar que la juventud se agrupe en academias científicas, y hacer de modo que nuestras bibliotecas y museos puedan utilizarse libremente [...], para mejorar el estado intelectual y moral de nuestro pueblo: mejora sin la que, creedme, la libertad perece, y se apaga en la indiferencia al amor a la patria y a las instituciones.

Una de las primeras aportaciones de Fernando de Castro para fomentar el interés por la educación de las mujeres fue la puesta en marcha en los meses de febrero a mayo de 1869 de las Conferencias Dominicales sobre la Educación de la Mujer, celebradas en la Universidad Central, y pronunciadas por importantes intelectuales y docentes del momento. En estas conferencias, de acceso libre y gratuito, se trataron, entre otros, temas como la educación social de la mujer y la influencia de la mujer en la sociedad, que hasta ahora no habían sido expuestos en el seno de una universidad española, un espacio todavía cerrado a las mujeres.
También en febrero de 1869 promovió la creación del Ateneo Artístico y Literario de Señoras, cuyo objetivo fue el de fomentar la cultura en la vida de las mujeres. En diciembre de ese mismo año impulsó la creación de la Escuela de Institutrices, la cual supuso un hito en la historia de la cultura femenina en España, ya que se convirtió en la institución que ofrecía a las mujeres la educación más amplia y precisa del país.
Otro hecho que encaminó los pasos hacia la fundación de la Asociación para la Enseñanza de la Mujer fue la creación del Centro de Formación Profesional Lette-Vereinen en 1866, en Berlín, una institución que ofrecía a las mujeres formación profesional por un módico precio, y que contaba con escuelas de comercio, modelado, cajistas, etc. Este centro constituiría un modelo a seguir para la creación de la futura asociación.

## Fundación

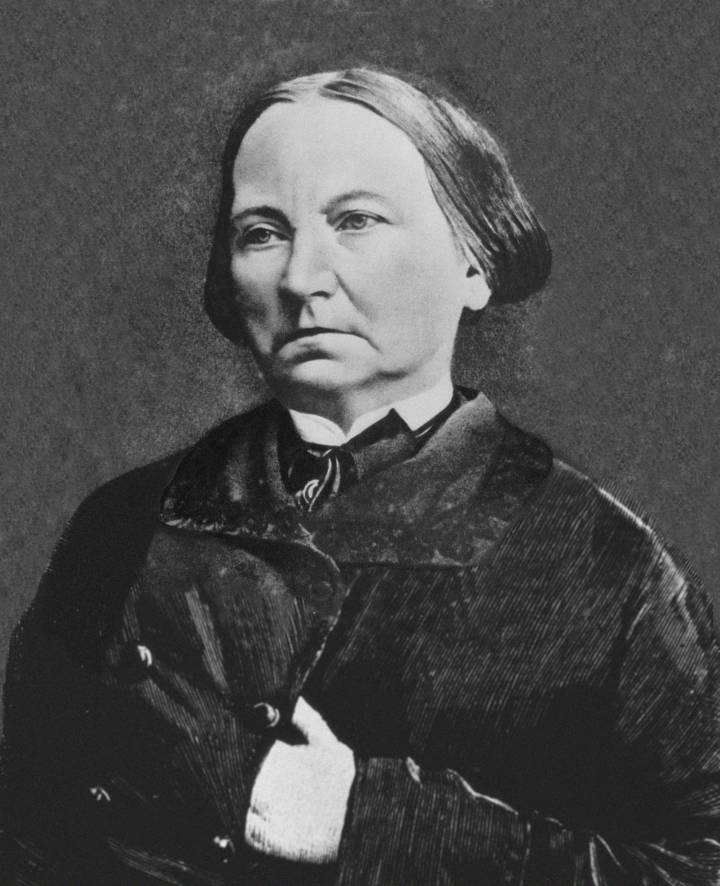
Concepción Arenal. Estrecha colaboradora y socia de la Asociación para la Enseñanza de la Mujer.

El éxito que pronto cosechó la Escuela de Institutrices dio a Fernando de Castro el último impulso para lanzarse a crear la Asociación para la Enseñanza de la Mujer en un intento de dar una mayor envergadura a su proyecto educativo. La fundación de la asociación tuvo lugar en Madrid el 1 de octubre de 1870, aunque su constitución definitiva se llevó a cabo el 11 de junio de 1871, momento en el que se aprobaron sus bases y su reglamento.
La creación de la fundación fue posible gracias a las aportaciones económicas de unos 80 socios, entre los que figuraban Isaac Albéniz, Francisco Asenjo Barbieri, Francisco Pi y Margall, el Duque de Veragua y Concepción Arenal.
Fernando de Castro fue el presidente de la institución hasta 1874, año en que falleció y fue sustituido por Manuel Ruiz de Quevedo. Entre los miembros de su Junta Directiva y de su personal docente se encontraban hombres vinculados a la Institución Libre de Enseñanza, como Francisco Giner de los Ríos, Gumersindo de Azcárate, José Mª Pedregal, y el propio Manuel Ruiz de Quevedo. Esta estrecha relación entre la Asociación para la Enseñanza de la Mujer y el ILE continuaría hasta el comienzo de la Guerra Civil. 

## Objetivo
La fundación tenía como objetivo ofrecer a las mujeres una educación apropiada para mejorar su formación y su futuro laboral, proporcionándoles unos conocimientos adecuados sobre cultura intelectual, moral y social. En las bases de la asociación quedaba reflejado el ambicioso objetivo de la asociación:

[...] contribuir al fomento de la educación e instrucción de la mujer en todas las esferas y condiciones de la vida social. [...] la Asociación instituirá establecimientos de enseñanza, dará conferencias y se valdrá de cuantos medios estime convenientes a la realización de su pensamiento.

## Ideología
La ideología de la asociación estuvo marcada por la doctrina krausista de origen alemán, que defendía la instrucción y formación de las mujeres, ya que consideraba a las mujeres y a los hombres iguales desde el punto de vista de la naturaleza y del derecho, aunque no desde el punto de vista de sus funciones. Es por ello que los intelectuales krausistas consideraban a la mujer como una colaboradora esencial para transformar la sociedad a mejor. Creían que si esta estaba más instruida, entonces podría servir mejor a su familia y a la sociedad y, por lo tanto, se lograría la regeneración de esta última.
Otras influencias que recibió la asociación fueron las ideas de importantes pedagogos como Johann H. Pestalozzi y Friedrich Fröebel.

## Instalaciones
La Asociación se instaló en sus comienzos en un local perteneciente a la Escuela Normal de Maestras, en Madrid. Ya en 1881, debido a su creciente éxito y a la necesidad de ampliar las instalaciones, la sede se ubicó en un edificio de la calle de la Bolsa, hasta que finalmente en 1893, la asociación se instalaría de forma definitiva en un edificio propio de la calle San Mateo.

## Escuelas integrantes
La asociación englobaba una serie de escuelas que se fueron creando de forma progresiva.
| Escuelas                              | Año de creación |
| ------------------------------------- | --------------- |
| Escuela de Institutrices              | 1869            |
| Escuela de Comercio                   | 1878            |
| Escuela de Correos y Telégrafos       | 1883            |
| Escuela de Profesoras de Párvulos     | 1884            |
| Escuela de Primaria Elemental         | 1884            |
| Escuela Primaria Superior             | 1884            |
| Escuela Preparatoria                  | 1885            |
| Escuela de Segunda Enseñanza          | 1894            |
| Escuela de Taquígrafas y mecanógrafas | 1907            |

Además de estas escuelas, la asociación creó en 1883 la Sección de Idiomas, Música, Dibujo y Pintura, y se pusieron en marcha diversos cursos de formación, como el de Archiveras y Bibliotecarias en 1895.

## Enseñanzas impartidas

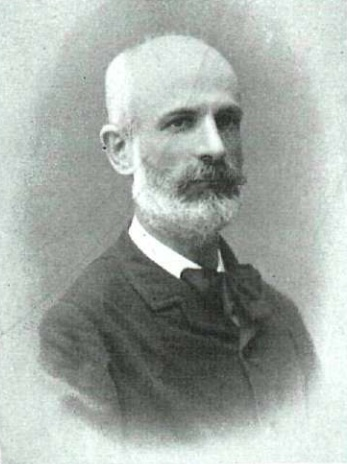
Francisco Giner de los Ríos. Pedagogo y docente de la Asociación para la Enseñanza de la Mujer.

En su conjunto, La Asociación para la Enseñanza de la Mujer ofrecía a las mujeres la mejor educación posible a la que podían aspirar en la España del siglo XIX. Los programas educativos de las diferentes escuelas de la asociación alcanzaron pronto una gran aceptación y prestigio, tanto por las materias impartidas como por la novedosa metodología y los recursos utilizados. 
Al cargo de la docencia estuvieron relevantes intelectuales y catedráticos universitarios, como Francisco Giner de los Ríos y Gumersindo de Azcárate,  además de personas destacadas del ámbito profesional.

### Escuela de Institutrices

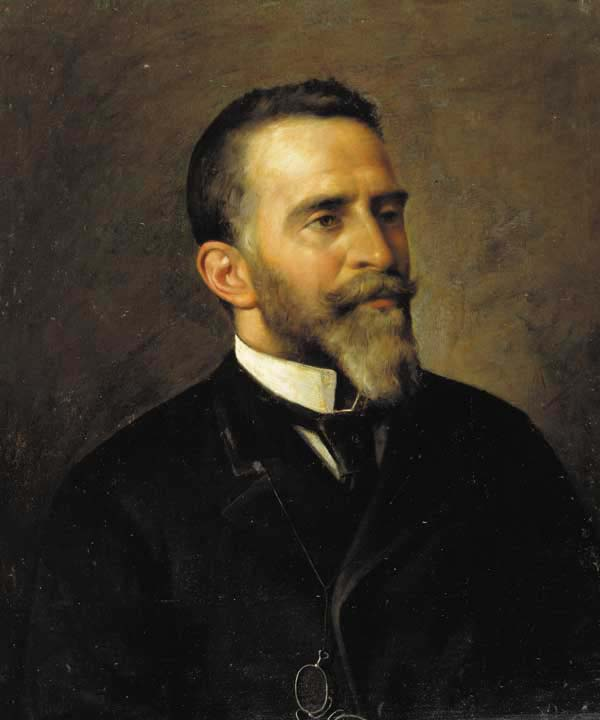
Gumersindo de Azcárate. Catedrático y docente de la Asociación para la Enseñanza de la Mujer.

La Escuela de Institutrices tenía como objetivo la formación de profesionales del campo de la enseñanza. Esta escuela serviría de plataforma de lanzamiento para la entrada de las mujeres en la universidad unas décadas más tarde. Para poder ingresar en la escuela, las aspirantes tenían que pasar un examen de ingreso en el que tenían que demostrar sus conocimientos en lengua y aritmética. Tras su ingreso, las alumnas recibían una completa formación durante tres años, cursando asignaturas del ámbito de las humanidades como Psicología, Pedagogía,  Historia Universal, Historial de España, Gramática castellana, Teoría de la Literatura, Historia de la Literatura española, Francés, Bellas Artes, Dibujo, Música, Higiene, Moral, al igual que materias relacionadas con el ámbito de las ciencias como Aritmética, Geometría, Física y Química, Geología, Mineralogía, Botánica, Antropología y Zoología.  Tras finalizar cada curso, las alumnas debían pasar un examen oral y escrito para demostrar los conocimientos aprendidos en cada asignatura.

### Escuela de Comercio
También la Escuela de Comercio contaba con un ambicioso programa de estudios. La formación allí duraba dos años, y se impartían asignaturas como Gramática, Francés, Geografía comercial, Aritmética general y mercantil, Caligrafía, Contabilidad, Economía política, Legislación mercantil, Conocimiento de las primeras materias y productos industriales.  La Escuela de Telegrafía ofrecía una formación de dos años con un programa de estudios similar al de la Escuela de Comercio.

### Escuelas de Primaria, Preparatoria y Segunda Enseñanza
La Escuela de Primaria Elemental acogía a niñas de entre seis y diez años de edad, mientras que la Escuela Primaria Superior formaba a niñas de entre nueve y quince años. La Escuela Preparatoria tenía el objetivo de ampliar la Primera Enseñanza. La Escuela de Segunda Enseñanza preparaba a las alumnas para el ingreso en las escuelas profesionales regidas por la Asociación.

### Secciones
Las secciones de Idiomas, Música, Dibujo y Pintura ofrecía la posibilidad de ampliar conocimientos en estas disciplinas. La Sección de Idiomas ofertaba la enseñanza de italiano, inglés, alemán y francés. En la Sección de Música se daban clases de canto y solfeo, y a partir de 1885 se comenzaron a impartir clases de violín.

## Aceptación y críticas
Las diferentes escuelas de la asociación recibieron pronto una buena valoración y acogida, tanto por parte de todos aquellos que estaban a favor de la enseñanza de la mujer, como por las propias mujeres. A ello contribuyó, no solo su rico plan de estudios, sino también la asequible cuota mensual que las alumnas debían pagar, la cual, dependiendo de la escuela y el curso, oscilaba entre 10 y 15 pesetas. Esta asequible matrícula hizo posible que, tal y como deseaban sus responsables, las mujeres de clase media pudiesen ingresar. Así, en 1885 la asociación contaba ya con 850 alumnas matriculadas, y a lo largo de su historia pasarían por sus instalaciones más de 6000 mujeres para recibir formación allí. Además, la asociación contó con el apoyo económico de diversas instituciones, tanto públicas como privadas.
No obstante, si bien la labor de la asociación fue muy aplaudida por los intelectuales progresistas, también recibió las críticas de intelectuales que se mostraban reacios a sus propuestas, como Menéndez Pelayo, o de los sectores más conservadores, como el de la Iglesia.
Cada vez se hace más referencia a las actividades de esta Fundación, a su conocimiento y a la promoción de unas ideas que, introducidas por Fernando de Castro en una sociedad en la que la mujer estaba dedicada a labores puramente domésticas y de crianza y educación de los hijos, las niñas y las jóvenes pudieran contar con esta Institución no sólo para instruirse, sino también para formarse y que "aplicasen su actividad a profesiones varias, distintas del magisterio a cuyo desempeño la llaman sus peculiares aptitudes", incorporándose así la mujer a la vida académica  y laboral,  desarrollando su "dignidad personal" y gozando "del mismo derecho a la educación que el hombre".

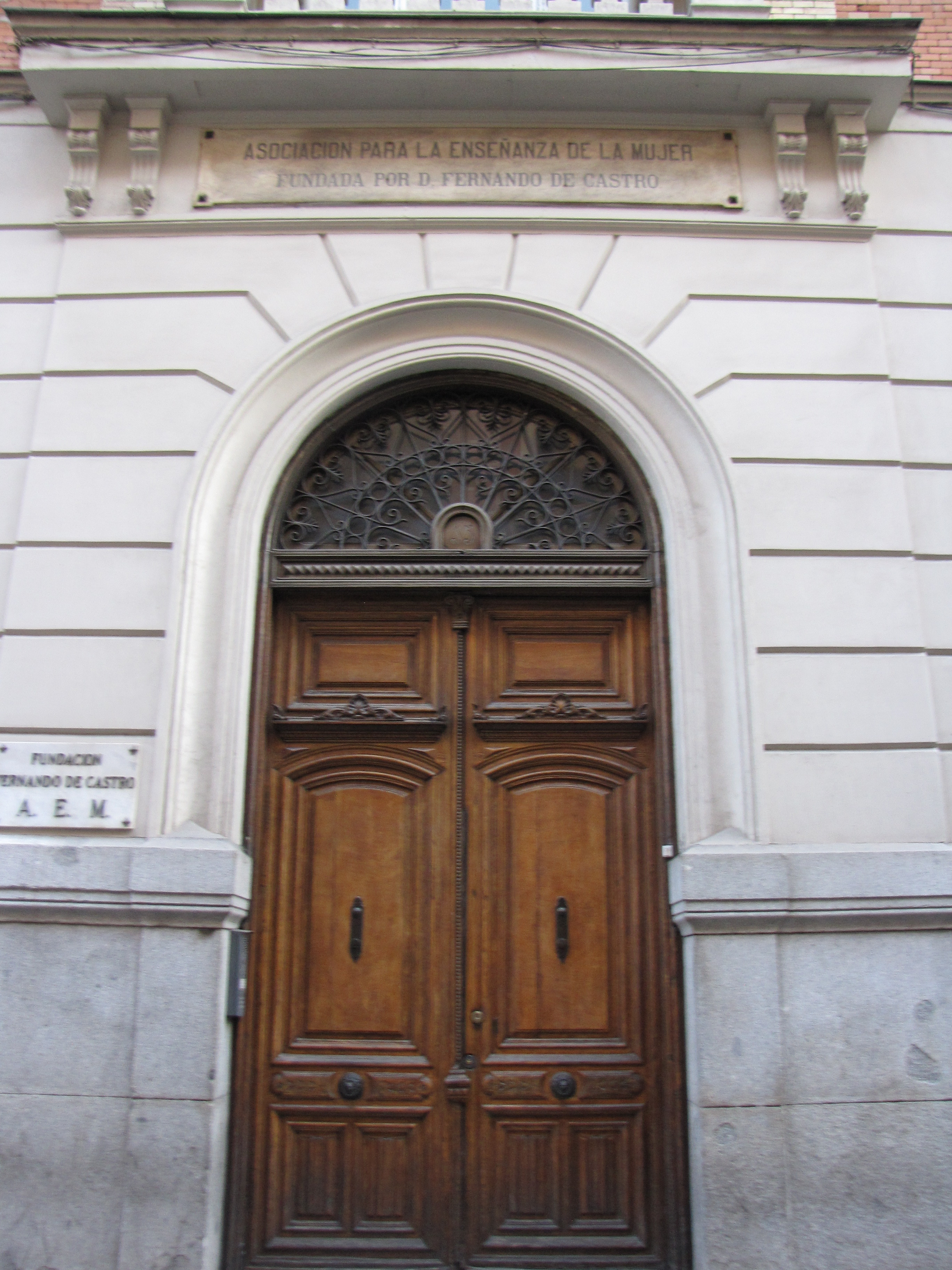
Acceso principal

## Reconocimientos
La asociación obtuvo importantes reconocimientos, entre los que destacaron los premios recibidos en exposiciones como la Exposición Universal de Viena (1873), la Exposición de Filadelfia (1876) y la Exposición Pedagógica de Madrid (1882), entre otras. 

## Influencia
La Asociación para la Enseñanza de la Mujer no solo ayudó a promover el acceso de la mujer a la educación y a facilitar su entrada en el mundo laboral desde una óptica profesional más amplia, haciendo posible que sus alumnas, tras formarse, ocuparan puestos reservados hasta ese momento solo a hombres, sino que también contribuyó a dignificar el papel de la mujer en la sociedad. 
Supuso que por primera vez se pusiera de relieve la capacidad intelectual de las mujeres para poder adentrarse, de igual manera que los hombres,  en conocimientos científicos que hasta ahora habían sido dominio exclusivo de estos por pensarse que las mujeres no tenían habilidades para adquirirlos. Todo ello ayudaría a que desde finales del siglo XIX y comienzos de XX se fuera sustituyendo lentamente la teoría de inferioridad de la mujer por la de la diferenciación y complementariedad de los sexos.
Las iniciativas llevadas a cabo por las distintas escuelas contribuyeron a despertar el propio interés de las mujeres en su educación y a que fueran conscientes de la importancia y consecuencias de esta en sus vidas. Ello haría que progresivamente fueran adoptando un papel activo y protagonista, tomando las riendas de su formación. 
Otra importante repercusión que tuvo la labor de la asociación fue el hecho de que influyó en gran medida en las reformas posteriores de la enseñanza oficial, además de convertirse en un modelo para la creación de otras instituciones que surgirían más tarde, como la Institución Libre de Enseñanza.

## Cierre y reapertura
La asociación se mantuvo muy activa desde el año de su fundación. Si bien, a partir de la segunda década del siglo XX la asociación deja de tener el protagonismo y afluencia de alumnas que había tenido en décadas anteriores. Ello se debió a que ya por esas fechas la integración de la mujer en el mundo de la educación, incluido el ámbito de la universidad, estaba normalizada, lo cual suponía que la asociación tenía que competir con otras instituciones educativas similares.
Durante la Guerra Civil la sede de la institución fue saqueada.Tras finalizar la guerra, la asociación siguió llevando a cabo su labor educativa, alfabetizando a los niños que habían interrumpido su formación escolar debido al conflicto, pasando a convertirse en un colegio de barrio hasta que, finalmente, cerró sus puertas en 1954.
En 1989 se produce la reapertura de la asociación con el nombre de Fundación de Fernando de Castro-Asociación para la Enseñanza de la Mujer, la cual comenzó nuevamente su labor cultural y educacional, además de una labor de investigación. La sede actual, que sigue estando en el mismo edificio histórico,  alberga un archivo y una biblioteca.